# Open Knowledge
Open Knowledge (Open Knowledge Foundation, OKF) — всемирная некоммерческая сеть организаций, продвигающих и распространяющих информацию на безвозмездной основе, включая как содержимое, так и данные. Основана Руфусом Поллоком 24 мая 2004 года в городе Кембридж (Великобритания).

## Цели
Целями Open Knowledge являются:
- Продвижение идеи открытых знаний, разъяснение как и того, что это, так и того, почему это хорошая идея.
- Проведение мероприятий о открытых знаниях, таких как OKCon.
- Работа над проектами в сфере открытых знаний, такими как Open Economics и Open Shakespeare.
- Предоставление инфраструктуры и места для проектов, сообществ и ресурсов, работающих в сфере открытых знаний. Например, KnowledgeForge и CKAN.
- Работа на местном (Великобритания), европейском и международном уровне над вопросами, касающимися открытых знаний.

## Деятельность
Многие из проектов Open Knowledge являются технологическими. Наиболее известный её проект, CKAN, используется многими правительствами мира для хранения открытых каталогов данных, собираемых этими странами.
Организация поддерживает инфраструктуру для развития полунезависимых проектов. Одним из первых таких проектов стал сервис управления проектами KnowledgeForce, использующий платформу KForge и позволяющий тематическим рабочим группам управлять проектами, относящимися к открытым знаниям. Организация хостит несколько десятков списков рассылки для виртуальных обсуждений, использует IRC и проводит мероприятия.

### Политическая деятельность
Open Knowledge активно сотрудничает с организациями, работающими в смежных областях, такими как открытые образовательные ресурсы.
Open Knowledge выпустила Open Knowledge Definition, чтобы прояснить неясные моменты, окружающие терминологию открытости, и Open Software Service Definition. Она также поддержала создание Open Database License (ODbL).
За пределами технологий, Open Knowledge принимает участие в продвижении открытости. Её деятельность включает в себя поддержку в подготовке докладов, налаживание консультаций и создание руководств.
Руфус Поллок, один из основателей Open Knowledge, входит в состав Совета по прозрачности публичного сектора (англ. Public Sector Transparency Board) в составе правительства Великобритании.

### Технологическая деятельность
Организация проявляет сильный интерес в использовании технологий с открытым кодом. Её проекты в области программного обеспечения размещаются на Github, использующем систему управления версиями Git. Некоторые из проектов:
- CKAN[англ.] — инструмент, предоставляющий хранилище для метаданных. Это позволяет правительствам быстро и бесплатно предоставить каталог своих данных.
- Datahub — наполняемый сообществом каталог полезных наборов данных в Интернете. В зависимости от типа данных (и требований их использования), Datahub может также хранить копию данных или хранить их в базе данных и предоставить базовые инструменты для их визуализации.
- Open Bibliography — инструмент, созданный для каталогизации и построения инструментов для публикации и работы с библиографическими ресурсами[18] и уделяющий особое значение работам в общественном достоянии и калькуляторам общественного достояния (англ. public domain calculators). Примерами могут служить проекты Bibliographica, Public Domain Works, Open Shakespeare, Open Text Book и The Public Domain Review.
- OpenGLAM — инициатива, продвигающая свободный и открытый доступ к электронному культурному наследию, хранящемуся в галереях, библиотеках, архивах и музеях (GLAM). OpenGLAM финансируется Европейской комиссией как часть проекта DM2E (Digitised Manuscripts to Europeana)[19].
- Open Economics.
- Open Knowledge Forums.
- Information Accessibility Initiative.
- Open Geodata.
- Get the Data — веб-сайт для вопросов и ответов по получению наборов данных.
- POD (Product Open Data).

### Мероприятия
Взаимодействие с другими смежными организациями происходит через мероприятия, проводимые Open Knowledge. Её первым мероприятием стала конференция Open Knowledge Conference (OKCon), проводимая ежегодно с 2007 года. Другие мероприятия организовываются в областях визуализации данных и инфраструктуры свободной информации. Open Knowledge проводит мероприятие в области открытых данных, International Open Data Hackthon.

### Panton Principles
Panton Principles, принципы для открытых данных в науке, созданные в 2010 году, были поддержаны большими пожертвованиями со стороны членов Open Knowledge и в 2011 году получили финансирование от Open Software Foundation на две стипендии. В 2013 году OKF получила спонсорство от Computer & Communications Industry Association на 3 стипендии.

### Другая деятельность
Open Knowledge также поддерживает Apps for Europe и D-CENT, европейский проект, созданный для обмена и организации данных из 7 стран и проводимый с октября 2013 по май 2016 года.

## Руководство

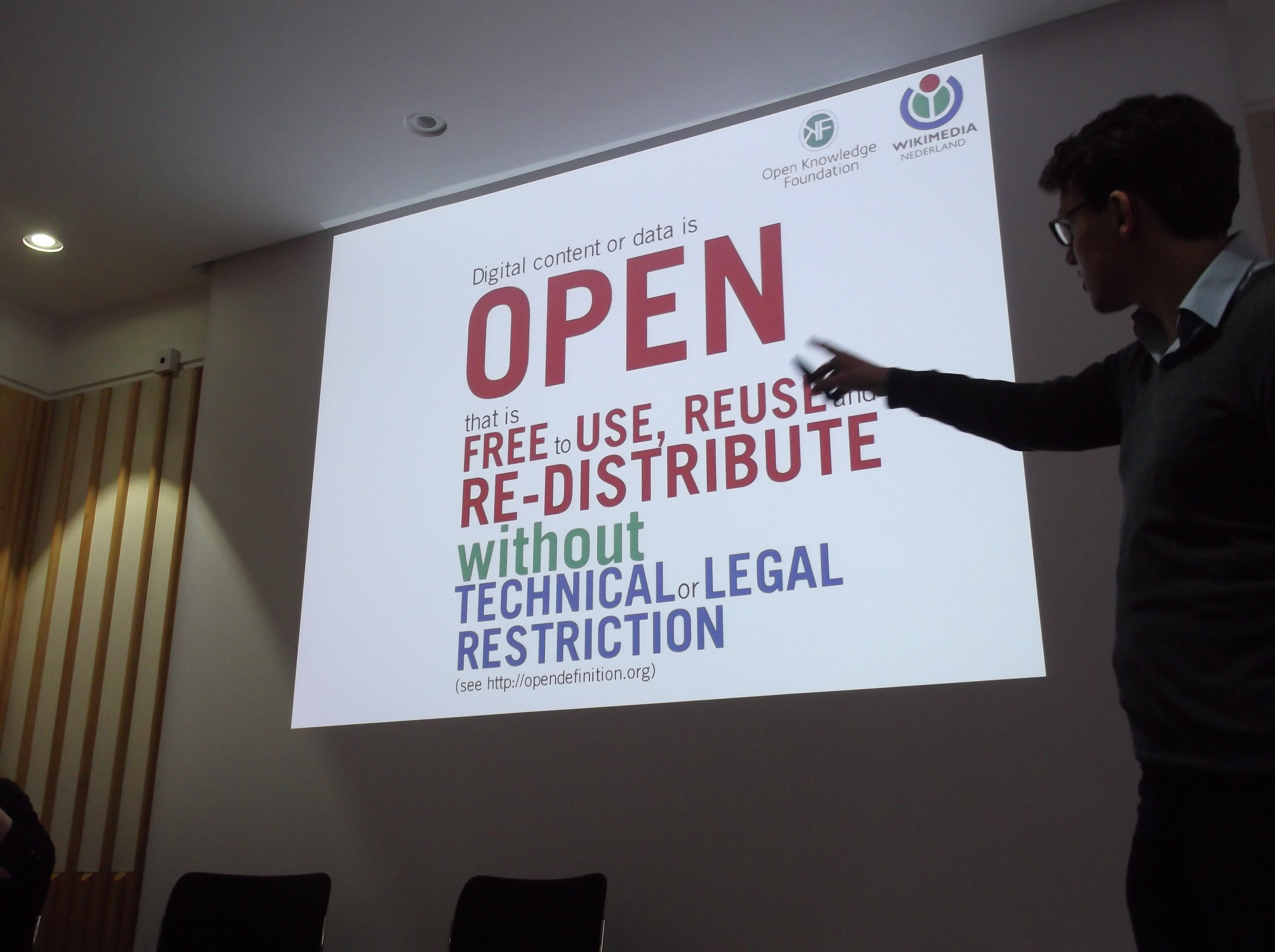
Йорис Пекель на конференции GLAM-WIKI 2013

В апреле 2015 года генеральным директором (CEO) Open Knowledge стал Павел Рихтер (нем. Pavel Richter). До этого Павел был исполнительным директором Wikimedia Deutschland. Основатель проекта, Руфус Поллок, всё ещё играет ведущую роль.
Консультативный совет (англ. Advisory Council) Open Knowledge состоит из людей, работающих в сферах открытого доступа, открытых данных, открытого контента, открытой науки, визуализации данных и цифровых прав. По состоянию на 2015 год, он состоит из:
- Эндрю Стотт (англ. Andrew Stott)
- Бекки Ходж[англ.] (англ. Becky Hogge)
- Бенджамин Мако Хилл (англ. Benjamin Mako Hill)
- Каролина Россини (англ. Carolina Rossini)
- Кристофер Корбин (англ. Christopher Corbin)
- Даниэль Дитрих (англ. Daniel Dietrich)
- Денис Парфёнов (англ. Denis Parfenov)
- Питер Мюррей-Руст (англ. Peter Murray-Rust)
- Сёрен Ауэр (англ. Sören Auer)
- Глин Муди[англ.] (англ. Glyn Moody)
- Ханнес Гассерт (англ. Hannes Gassert)
- Джордан Хэтчер (англ. Jordan Hatcher)
- Джо Уолш (англ. Jo Walsh)
- Марк Сэрман[англ.] (англ. Mark Surman)
- Майо Фустер Морелль[англ.] (исп. Mayo Fuster Morell)
- Нэт Торкингтон (англ. Nat Torkington)
- Питер Колперт (англ. Pieter Colpaert)
- Ханс Рослинг (англ. Hans Rosling)
- Джон Нотон (англ. John Naughton)
- Найджел Шадбольт[англ.] (англ. Nigel Shadbolt)
- Панагиотис Бамидис (англ. Panagiotis Bamidis)
- Петер Субер (англ. Peter Suber)

## Региональные организации
По состоянию на 2015 год, Open Knowledge имеет 9 официальных отделений и 49 групп в различных странах мира.

### Отделения
- Австрия
- Бельгия
- Бразилия
- Германия
- Греция
- Ирландия
- Испания
- Финляндия
- Швейцария

### Местные группы
- Австралия
- Аргентина
- Бангладеш
- Бермуды
- Болгария
- Буркина-Фасо
- Великобритания
- Венгрия
- Гернси
- Гонконг
- Дания
- Египет
- Индия
- Индонезия
- Иран
- Исландия
- Италия
- Камбоджа
- Камерун
- Канада
- Кения
- Китай
- Китайская Республика
- Литва
- Северная Македония
- Мальта
- Марокко
- Непал
- Нигерия
- Нидерланды
- Новая Зеландия
- Норвегия
- Пакистан
- Парагвай
- Португалия
- Республика Корея
- Россия
- Румыния
- Сенегал
- Сальвадор
- США
- Украина
- Филиппины
- Франция
- Чехия
- Швеция
- Эквадор
- ЮАР
- Япония

### Рабочие группы
Организация также поддерживает 19 рабочих групп.
- Lobbying Transparency
- Open Access
- Open Bibliography
- Open Definition
- Open Design & Hardware
- Open Development
- Open Economics
- Open Education
- OpenGLAM
- Open Government Data
- Open Humanities
- Open Linguistics
- Open Product Data
- Open Science
- OpenSpending
- Open Sustainability
- Open Transport
- Personal Data and Privacy
- Public Domain